# Shallow
Shallow је песма коју изводе америчка певачица Лејди Гага и амерички глумац Бредли Купер. Објављена је од стране Интерскоуп рекордса 27. септембра 2018. као водећи сингл са саундтрека мјузикла Звезда је рођена (2018). Shallow су написали Гага, Ендру Вјат, Ентони Росомандо и Марк Ронсон а продуцирали су је Гага и Бенџамин Рајс. Песма се чује три пута у току филма са најзапаженијом сценом у којој Куперов лик Џексон Мејн позива Гагин лик Ели да му се придружи на бини. Сцена је снимљена испред публике у Грчком театру у Лос Анђелесу, Калифорнија.
Shallow је кључни тренутак у филму обзиром да говори о разговорима између Ели и Џексона. Гага је написала песму из Елине тачке гледишта са самосвесним стиховима у којим једно друго питају да ли су задовољни тиме ко су. У овој кантри, фолк-поп и сентименталној балади Гага и Купер се међусобно смењују да би на крају дошло до кулминације и финалног рефрена који изводи Гага. У снимку се могу чути и повици присутне публике и аплаузи. Гага је премијерно најавила песму гостујући у емисији ди-џеја Зејна Лова Beats 1 док је говорила о филму. Одговарајући музички спот је објављен и приказује заједно Џексона и Ели како певају Shallow' заједно на бини заједно са осталим кадровима из филма.
Песма је доживела признање од стране музичких критичара који су похвалили Гагине вокале, драматичну природу композиције и текст песме и који су сматрали да песма заслужује номинације за награде. Комерцијално, песма је била на врху топ-листи у многим земљама укључујући и на првом месту америчке листе Билборд хот 100 као и међу десет најпродаванијих у противном. Песма је награђена многим признањима укључујући и Оскаром за најбољу оригиналну песму, Златним глобусом за најбољу оригиналну песму и Наградом филмских критичара за најбољу песму. Номинована је за четири Греми награде укључујући за снимак и песму године а освојио је за најбољи поп дуетски наступ и за најбољу песму написану за филм. Песма је уживо изведена на 61. додели Греми награда, на 91. додели Оскара и служи као бис на Гагиним концертима које у одржава у Лас Вегасу у склопу резиденције назване Enigma.